# Sclerocactus erectocentrus
Sclerocactus erectocentrus är en kaktusväxtart som först beskrevs av John Merle Coulter, och fick sitt nu gällande namn av Nigel Paul Taylor. Sclerocactus erectocentrus ingår i släktet Sclerocactus och familjen kaktusväxter.

## Underarter
Arten delas in i följande underarter:
- S. e. acunensis
- S. e. erectocentrus